# Osby
Osby ist ein Ort (tätort) im Nordosten der südschwedischen Provinz Skåne län und der historischen Provinz Schonen. Osby ist Hauptort der gleichnamigen Gemeinde.

## Geschichte
Der Ortsname setzt sich aus dem altnordischen Wort „Os“ für Flussmündung und dem Wort „By“ für Stadt zusammen. Ende des 19. Jahrhunderts bestand der Ort aus nicht mehr als der Kirche samt Friedhof, sechs darum herum angeordneten Bauernhöfen und einigen um diesen Ortskern verstreuten kleineren Bauernhäusern (schwedisch torp). Herberge, Gasthof und Marktplatz lagen im 1970 eingemeindeten Nachbarort Marklunda, verkehrsgünstig an der Straße zwischen Växjö und Kristianstad. Nachdem in Osby 1862 ein Bahnhof an der Linie Södra Stambanan errichtet worden war, nahm die Bevölkerung schnell zu, und es entstanden einzelne Industrie- und Handelsbetriebe. Im selben Jahr wurde Osby nach einer Kommunalreform Verwaltungssitz der Landgemeinde Osby. Nach mehreren verwaltungsrechtlichen Änderungen entstand 1971 die heutige Gemeinde mit Osby als Verwaltungssitz.

## Lage
Osby liegt im nördlichen Schonen am See Osbysjön, der vom Fluss Helge Å durchquert wird. Durch das Zentrum Osbys fließt der Driveån. Die nächstgelegenen größeren Orte sind Hässleholm, Kristianstad und Älmhult.

## Verkehrsanbindung
Osby liegt direkt an der Reichsstraße 15 zwischen Halmstad und Karlshamn. Östlich der Stadt verlaufen die Landstraße 23 zwischen Malmö und Växjö sowie die Landstraße 19 in Richtung Kristianstad. Der Bahnhof Osby verbindet die Stadt mit Malmö und Mittelschweden.

## Wirtschaft
Über viele Jahre war der Spielzeughersteller Brio (gegründet 1884) das wichtigste Unternehmen in Osby. Inzwischen ist der Großteil der Produktion jedoch in Billiglohnländer verlagert worden. Der Hauptsitz der Firma befindet sich heute in Malmö. Nur mehr ein Lager, ein Teil der Produktentwicklung, ein Ladengeschäft und ein Spielzeugmuseum sind in Osby verblieben. In Schweden bekannt ist überdies die Firma Osby-Pannan, die Heizkessel und Waschmaschinen herstellt. Heute heißt das Unternehmen Osby Parca. Ein großer Arbeitgeber für die Bewohner Osbys ist zudem der Möbelkonzern IKEA mit seinem schwedischen Hauptsitz im nahegelegenen Älmhult. Größter Arbeitgeber ist die Gemeinde Osby mit fast 1.000 Angestellten.

## Persönlichkeiten
- Arthur Stille (1863–1922), Historiker
- Carin Mannheimer (1934–2014), Regisseurin und Schriftstellerin
- Kikki Danielsson (* 1952), Sängerin und Akkordeonistin
- Jan Gerfast (* 1954), Musiker
- Thomas Nyman (* 1956), Fußballspieler
- Pål Lundin (* 1964), Fußballspieler
- Paul Ottosson (* 1966), Tontechniker
- Magnus Åkerlund (* 1986), Eishockeyspieler